# Re di Sicione

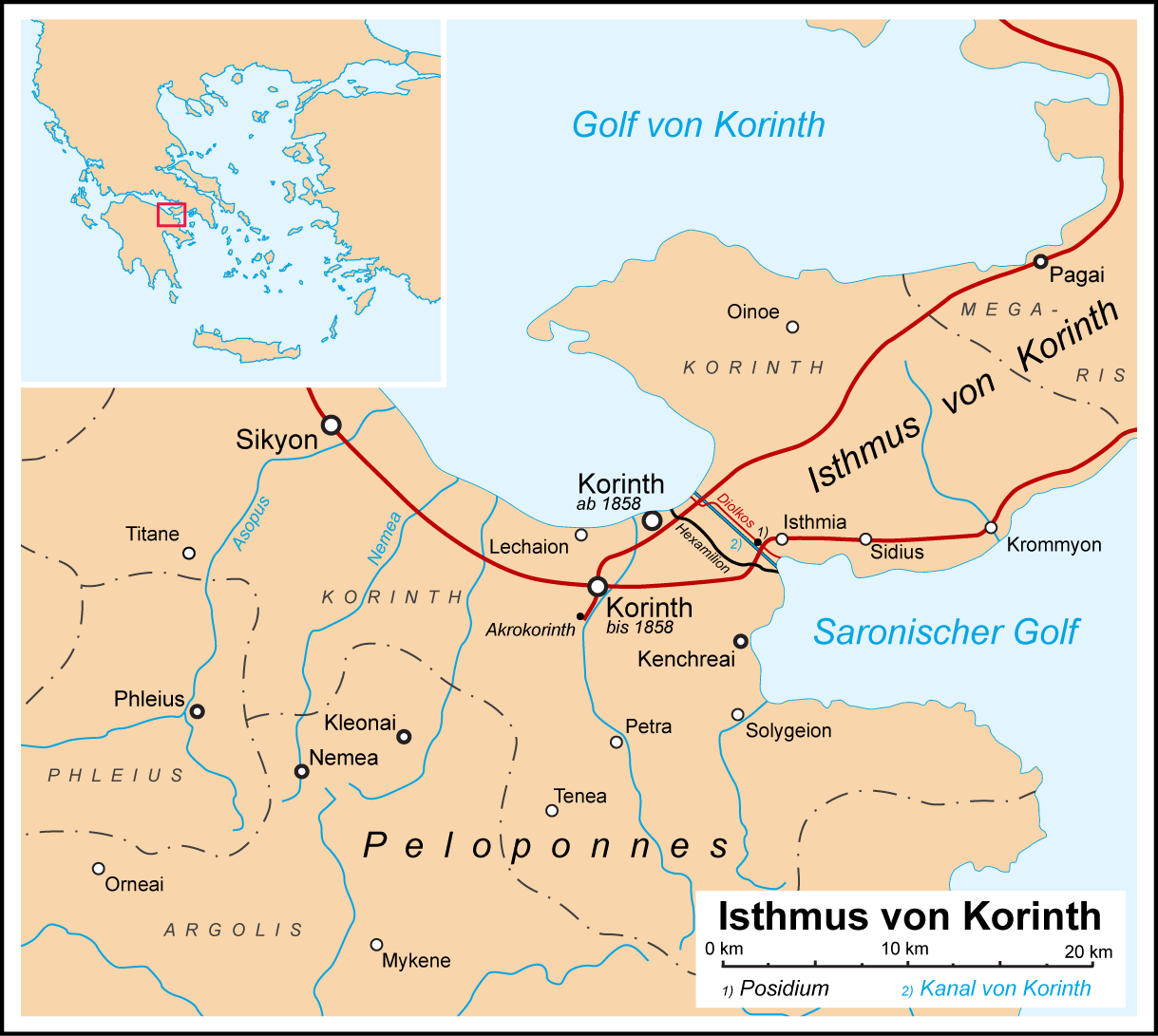
Collocazione di Sicione (Sikyon) nel Peloponneso

Questa è una lista dei re mitologici di Sicione, una delle più antiche poleis dell'antica Grecia, situata nel Peloponneso settentrionale, sul golfo di Corinto.
La fonte principale sui primi re di Sicione è il Chronicon di Eusebio di Cesarea, ma essi sono trattati anche da altre fonti tra cui la Periegesi della Grecia di Pausania e la Biblioteca dello Pseudo Apollodoro.

## Lista dei re
Tra parentesi la durata del regno secondo Eusebio. La parentela è indicata dove fornita dalle fonti.
1. Egialeo (52) autoctono[1] o figlio di Inaco.[2] Diede alla città il nome di Egialea.
2. Europo (45), figlio di Egialeo.
3. Telchi (20), figlio di Europo.
4. Api (25), figlio di Telchi.
5. Telsione (52), figlio di Api.
6. Egiro (34), figlio di Telsione.
7. Turimaco (45), figlio di Egiro.
8. Leucippo (53), figlio di Turimaco.
9. Messapo (47), figlio di Leucippo.
10. Perato (46), figlio di Poseidone e Calchina, figlia di Leucippo[3]
11. Plemneo (48), figlio di Perato.
12. Ortopoli (63), figlio di Plemneo.
13. Maratonio[4] o Corono, figlio di Apollo e Crisorte, figlia di Ortopoli.[5]
14. Marato (20)
15. Ecireo o Corono
16. Corace (30), figlio di Corono.
17. Epopeo, figlio di Poseidone e Canace. Usurpò il trono a Lamedonte, fratello di Corace.[6] Regnò su Sicione e Corinto.
18. Lamedonte (40), figlio di Corono.
19. Sicione (45), figlio di Maratone figlio di Epopeo. Diede alla città il suo nome.
20. Polibo (40), figlio di Ermes e Ctonofila, figlia di Sicione.
21. Adrasto, figlio di Talao e Lisimaca, figlia di Polibo. Adrasto unificò il regno di Sicione con quello di Argo.